# 3692 Rickman
3692 Rickman eller 1982 HF1 är en asteroid i huvudbältet som upptäcktes den 25 april 1982 av den amerikanske astronomen Edward L.G. Bowell vid Anderson Mesa Station. Den är uppkallad efter den svenske astronomen Hans Rickman.
Asteroiden har en diameter på ungefär 12 kilometer.